# Nesvík
Nesvík (dansk: Nesvig) er en bebyggelse på Færøerne. Nesvík ligger på østkysten af Streymoy i nærheden af der, hvor Sundini mellem Streymoy og Eysturoy er smallest. Nesvík ligger i Sunda kommuna, og var før 2005 en del af Hvalvíkar kommuna. Den blev grundlagt som en niðursetubygd, men er strengt taget ikke en bygd længere, eftersom den dominerende bebyggelse er et konference- og uddannelsescenter for Kirkjuliga Heimamissiónin í Føroyum, åbnet i 1993.
Den 1. januar 2014 var kun én person fast bosiddende i Nesvík.